# Пилот
Пилот је квалификована особа за управљање ваздухопловом и најодговорнији је члан посаде. Пилоти се могу бавити тим послом професионално и аматерски, на цивилним ваздухопловима, а на војним су професионалци у војној служби. Често, у професионалној служби (униформисани), називају се „авијатичар“, што се појавило у Француској, као фр. aviateur још 1887. године, као варијација од латинске речи „Авис“ (што у преводу значи птица). За жене пилоте се каже авијатичарка. Понекад се ти термини авијатичар и авијатичарка, проширују и на друге особе у ваздухопловству, као што су навигатори, инжењери летачи и на операторе са разним системима на авиону.
Због личне безбедности, превожених путника и људи у другим ваздухопловима у ваздушном простору, као и безбедности на терену на земљи, убрзо су настали и успостављени строги услови за испуњење високих стандарда за правилно обучавање и стално испуњавање високог психо физичких стандарда пилота. Ти стандарди морају бити оверени и периодично проверавани од овлашћене државне институције.
Као признавање истакнутих квалитета, одговорности и резултата у раду, већина ратних ваздухопловстава и већина цивилних компанија, широм света, додељују нематеријално признање истакнутим пилотима Златни летачки знак / Златна крила.

## Историјат
Пилотирање има историју дугу као и ваздухопловство, а међу значајнима пионирима пилотима, сматрају се:
- Пилатр де Розје (фр. Jean-François Pilâtre de Rozier), управљао је са балоном 1783. године.[2][3]
- Жан-Мари Ле Бри, (фр. Jean-Marie Le Bris) пројектовао је једрилицу, коју је назвао „летећи чамац“, са чиме је летео 1856. године.[4]
- Ото Лилијентал, саградио је прву успешну једрилицу, која је могла носити пилота. Самостално је, са својим једрилицама, направио је преко 2.000 летова. Приликом, једног таквог лета, погинуо је због недовољне ефикасности хоризонталног репа.[3][5]
- Клеман Адер, (фр. Clément Ader), који је направио авион, са којим је успевао да се уздигне неколико метара изнад земље (скокови). То је реализовао у периоду између 1890. и 1897. године.[3]
- Браћа Рајт (енгл. Wright brothers) су изградили свој први моторни авион Флајер I (енгл. Flyer I) и с њим су полетели 17. децембра 1903. године. Са тим авионом се тешко управљало, помоћу принуде увијања дела крила, а касније је то разрешено увођењем одвајања померљивог дела површине, то јест са крилцима.[3][6]
- Бразилац Алберто Сантос-Думонт (порт. Alberto Santos-Dumont), летео је шездесет метара на висини од три метра, без погона, 23. октобра 1906. године.[7]
- Први пилот авиона у свету, који је добио званичну летачку дозволу и лиценцу, је Луј Блерио, 1908. године.[8]
- Прва жена пилот у Француској (Аеро-клуб де Франце) је Елиз Дерош (фр. Élise Deroche), 1909. године, са бројем летачке дозволе 36.[3]
- Михајло Петровић, је први српски пилот са пилотском дозволом број 1. Он је први српски, а многи сматрају и у свету, војни пилот који је изгубио живот на борбеном задатку, у околини Скадра, 7. март 1913. године.[9]
- Прва жена пилот, која је летела на ловачком авиону, је Туркиња Сабиха Гокчен (тур. Sabiha Gökçen). Ратно сироче, усвојио ју је, одгојио и школовао Мустафа Кемал Ататурк.[10]
- Немачки пробни пилот Ерих Варсиц (енгл. Erich Warsitz), 27. августа 1939. године, је постао први човек који је летио авионом Хајнкел Хе 178 са млазним мотором, а у јуну исте године он је полетео први авион Хајнкел Хе 176 са ракетним мотором на течно гориво, по пројекту Вернера фон Брауна (енгл. Wernher von Braun) и Ернста Хајнкела (енгл. Ernst Heinkel).[11]
- Жаклин Кокран (енгл. Jacqueline Cochran) је жена пионир америчког ваздухопловства. Она је прва жена на свету, која је летела брже од брзине звука, 18. маја 1953. године, са брзином од 1.050 km/h., на авиону F-86 сејбр (пробила звучни зид).[10]
- У Југославији, на авиону F-86 сејбр, први је летео брже од брзине звука, у понирању, пуковник (касније генерал) пилот Никола Лекић, тадашњи командант Аеродрома Батајница.[12]
- Први југословенски авион који је летео брже од брзине звука је Орао № 25101, којим је управљао пробни пилот Марјан Јелен, 22. новембра 1984. године, изнад аеродрома Батајница.[13]

## Општа одговорност пилота
Пилот је особа, која управља са ваздухопловом и најодговорнији је за сва дешавања са тим процесом. Практично пилот је командант на дотичном објекту. Ова права и обавезе стиче кроз одговарајуће школовање, специјализацију за дотични тип летелице и са испуњавањем одговарајућих психофизичких стандарда, што се верификује и периодично контролише преко издавања и потврде важеће дозволе. Услови и задаци пилота приоритетно зависе од типа и намене ваздухоплова. Пилот на борбеном авиону, као што је ловац, једносед, сам сачињава посаду, доноси све одлуке и извршава све радње, везане за летење и вођење борбе. У питању је велики скуп радњи и проблема који се морају брзо решавати, од чега зависи живот или смрт. Програми школовања, специјализације и нивои психофизичких предиспозиција разврставају пилоте за различите ваздухоплове по врстама, наменама и карактеристикама. Зато се каже да постоје различите врсте пилота, а боље је рећи, пилоти су оспособљени за разне врсте и намене ваздухоплова.

## Пилот испуњава опште услове
Пилот се обучи, специјализује и одржава тренажу за одређену класу авиона, то обезбеди за трајну употребу, након теоријских и практичних испита. На основу положених испита добија одговарајућу лиценцу, са којом стиче право да обавља своје дужности. Због временске промене психо физичког стања и утренираности, то је предмет периодичне провере и обнове, са испуњењем одговарајућих критеријума (медицинских, практична утренираност, минимални број часова налета, итд). Подела пилота по категоријама авион и извршавању задатака на њима предмет европске хармонизације, као и других прописа.

### Пилот слободног, хоби летења
Пилоти који управљају са параглајдерима и змајевима, оспособљавају се стичу дозволу и лете због личног задовољства, хобија и спорта. Та делатност је уређена и организована преко аероклубова, који користе одговарајуће процедуре и инфраструктуру.

### Пилот једрилице (једриличар)
Летење на једрилици је најстарији начин летења, па такво пилотирање је сачувало и најдужу традицију. Пилот једрилице, поседује предуслов да надогради пилотско знање за пилота авиона у свима категоријама, у зависности од других преддиспозиција. Школовање пилота у овој категорији је првенствено је предвиђено за омладину и могу добити дозволу пилота већ са 16 година старости. Школовање, обука, одржање тренаже и такмичење једриличара се одвија преко аероклубова. У пилотским војним и цивилним школама је најчешће први степен школовања пилота на једрилици.

### Пилот ултралаких авиона
Ултралаки авион је категорија ваздухоплова, коју карактеришу: мала геометрија, мала маса, мала инсталирана снага погона, мале брзине лета, једноставна техничка решења, мала цена, једноставно руковање и шира доступност већем броју људи.
У овој области ваздухопловства је присутна самостална градња и летење. Једина препрека су законска регулатива и ваздухопловни прописи, који нису прецизно и јединствено дефинисали ову област, али је у току интензивна њихова хармонизација у Европи. Пилот ултралаких авиона мора испунити квалификације за добијање дозволе и то за сваку категорију посебно.

### Пилот авиона
Пилот авиона пролази кроз стандардизован систем школовања, са теоретском и практичном наставом и са полагањем тестова и испита, о доказу стеченог знања и способности за безбедно управљање авионом. Стандарде, по којима се одвијају ове активности и њихово повремено проверавање и доказивање, прописује Европска агенција за ваздухопловну безбедност EASA. Усаглашено са америчким прописима (Савезне управе ваздухопловства у Сједињеним Државама) JAR-FCL. Кроз лиценцирање посада авиона, обезбеђује се:
- Лиценца приватног пилота (енгл. Private Pilot Licence), под називом са почетним словима енглеских речи PPL(A).
- Лиценца професионалног комерцијалног пилота,
- Лиценца професионалног линијског пилота,

Приватни пилот мора да напуни 17 година старости и најмање искуство од 45 часова лета (укључујући до 5 на симулатору). Такође мора да има десет часова самосталног лета, од тога пет морају бити потврђени као летови са навигацијом. Привилегије дозволе за рад, омогућавају му остварење, поред плате, дужност капетана или ко-пилота, на било којем ваздухоплову.
Пилот мора да напуни 18 година старости и искуство минимум 150 сати (10 максимум симулатор). У тим условима његова лиценца дозвољава да обавља све привилегије приватног пилота и још:
- Да делује као капетан или ко-пилот на било којем ваздухоплову у лету, осим за јавни авио-превоз
- Да служи као командант у јавном ваздушном саобраћају као пилот у ваздухоплову једноседу
- Да служи као ко-пилот у авиону на било ком авиону чији рад захтева ко-пилота.

Пилот мора да има 21 годину старости, може да врши дужност капетана у редовном међународном ваздушном саобраћају. При томе мора да заврши најмање 1 500 сати лета, као пилот авиона (укључујући и до 100 часова на симулатору). Његова лиценца му дозвољава да обавља све дужности приватног пилота, а ако поседује дозволу професионалног пилота са инструменталним летењем авионом са једним и више мотора, обавља и дужности команданта посаде и ко-пилота у авио служби.
Лиценца важи само ако власник испуњава лекарске прегледе 5 година за приватне пилоте (2 године за пилоте старости преко 40 година) и 12 месеци за друге (6 месеци за пилоте старости преко 40 година).
Многе земље су већ прешле на европске прописе, нпр Француска је прешла 1. јула 1999. године.

#### Квалификације
Поред лиценце, пилот мора да има квалификације које му обезбеђују знање и умеће да квалитетно извршава задатак и да врши одређене додатне функције:
- Да визуелно лети авионом у току дневне светлости.
- Да инструментално лети авионом, без визуелног контакта са окружењем, са инструментима који одговарају класи авиона. Да би то било могуће урадити, мора се располагати са одређеним теоријским и практичним знањима, верификованим са полагањем испита, да има најмање 50 сати ноћног лета. Мора се користити енглески језик на земљи и у лету.
- Да би пилотирао са поједином класом авиона, мора да има преобуку за њу.

Тражи се квалификација пилота за класе авиона, а не за поједине типове. То су за:
- За класу свих авиона са клипним мотором (копнени)
- За класу свих хидроавиона са клипним мотором
- За класу свих једрилица, са уграђеним уређајима
- За класу свих авиона са једним турбо елисним мотором (копнени)
- За класу свих хидроавиона са једним турбо елисним мотором
- За класу свих авиона са више клипних мотора (копнени)
- За класу свих хидроавиона, са више клипних мотора

### Пилот хеликоптера
Летење са хеликоптером се различито категорише, путни лет као крстарење је слично као за авионе, лебдење и прелазак граница између држава је веома различито од авиона. Из тих разлога се за пилотирање са хеликоптером захтевају посебне лиценце:
- Приватни пилот хеликоптера
- Професионални пилот хеликоптера
- Пилот хеликоптера за авио-превоз

## Служба пилота

### Приватни пилоти
Са цивилним авионима, приватни пилоти управљају у функцији спорта, хобија, властитих потреба, за лични превоз и за обављање својих послова. Спортски пилоти лете ради тренаже за постизање форме и такмичења у појединим дисциплинама на ваздухопловима одговарајуће категорије. Имајући у виду лепезу приватног пилотирања и ваздухоплова, на којима лете, веома су различите врсте и категорије пилота.

### Комерцијални пилоти
Комерцијални пилоти лете у авио-компанијама те превозе путнике и/или терет. Отприлике 1 од 4 човека може проћи психофизичке критерије за комерцијалног пилота.

#### Посада у кабини
Посаду комерцијалног авиона сачињавају:
- Капетан или командант / пилот, који је одговоран за безбедност авиона и путника, и у том циљу, доноси одлуке које морају сви уважавати.
- Први официр (други пилот, такође познат и као ко-пилот), помаже капитену и представља најужи део летачког тима. Он такође независно управља авионом. у неким авио-компанијама, разликују се функције ко-пилота и другог официра.
- Инжењер летач, који не контролише авионе, већ управља са одређеним техничким системима. Сада су надгледања и контрола система софистицирана, са високом интеграцијом и са аутоматском контролом моћних рачунара, у реалном времену. Летачи инжењери су још једино задржали своју функцију, на старијим типовима авиона, где су три човека у кабини, а данашњи модерни дуголинијски авиони имају само два и то оба пилота.

#### Радно време
У октобру 2009. године, синдикат пилота поставио је озбиљно питање радног времена, са оценом да је тренутно не одговарајуће и претња за безбедност путника. Поднет је захтев Европској унији, да хармонизује ове прописе у духу тежине и одговорности посла и ризика за безбедност путника.
Тежина посла и дуго одвајање од породице је препрека да се жене масовније баве са овим послом. Траже се начини решавања тих питања, у скраћивању радног
 времена.

### Војни пилоти
Војни пилоти лете као професионални припадници војске, примају плату као стално запослени, или у неким државама по уговору са владом, за одбрану земље. Њихови задаци укључују борбене и неборбене мисије, укључујући и директно ангажовање у борбеним дејствима према непријатељу и подршци својим трупама на земљи и мору. Војни пилоти пролазе кроз специјализоване обуке, посебно и са оружјем. Један пример назива, за војног пилота, је пилот-ловац, када је специјално обучен да лети на ловачком авиону и за борбу у ваздушном простору.
Имајући то у виду војни пилоти се обучавају по различитим програмима у односу на цивилне пилоте и то од стручних војних инструктора летења и борбене обуке. То је због различитих авиона, обављања различитих задатака у току лета, ситуације у лету и ланца одговорности. Многи војни пилоти пренесу квалификацију у цивилне пилоте, када напусте војну службу, и обично своје војно искуство и знање из летења користе као цивилни пилоти.
Војни пилоти су обучени по својој војној припадности и одређеној специјалности.
Обука пилота-ловца, обухвата:
- Основну обуку са праксом у авиону са једним мотором са елисом.
- Унапређену обуку, са преласком на летење авиона са млазним мотором.
- Коначна обука на ловачком авиону је борбена обука.

Део ове обуке се одржава на симулатору летења. То аутоматски подразумева одређене квалификације, као што су ноћни лет, то јест инструментално летење. За морнаричког пилота мора се додати обука полетања и слетања на носачу авиона.
У 2000. години, било је потребно око 4,5 године за потпуно школовање и обуку пилота за борбени авион, високих перформанси.
Војни пилоти морају годишње да обављају минимални број сати лета, да одрже своју форму (да буду у тренажи) и то на одређеном типу авиона. Ако промени тип авиона има додатну преобуку.
Пилотима који лете на борбене мисије које дуго трају (више од 35 сати за стратешко бомбардовање) често се дају дозвољена стимулативна средства за дуго остајање будним и концентрисаним.
Војни пилоти се специјализују за управљање са хеликоптерима и са свим врстама и наменама борбених, транспортних и школских авиона.
- Пилоти хеликоптера управљају великим распоном типова транспортних и јуришних хеликоптера, те су при томе одговорни за пренос опреме и људства и извршења борбених задатака. Извршавају задатке блиске ваздухопловне подршке, копненим снагама и учествују у противоклопној борби.
- Пилоти бомбардера извршавају задатке бомбардовања, стратегијског и тактичког значаја из ваздушног простора, са различитих висина лета. У тим задацима се користе различита експлозивна средства, укључујући и нуклеарно оружје.
- Пилоти транспортних авиона врше дужности сличне онима које раде и комерцијални пилоти, уз могућност вршења ваздушног десанта са падобранцима и превожења великих количина војне опреме на интерконтиненталним удаљеностима.
- Ловачки пилоти првенствено врше задатке ваздушне борбе против непријатељских ловачких и других авиона у ваздушном простору. Секундарна им је намена за дејство по циљевима на земљи/мору. У оквиру тога, пружају блиску ваздухопловну подршку. Ловачки пилоти морају бити у изузетној психофизичкој кондицији, како би поднели менталне и физичке стресове ваздушне борбе. Њихова је селекција најригорознија. Статистика наводи на закључак, да те услове испуњава само 1 од 100 људи, од целе људске популације и зато се сматра да је то занимање најзахтјевније.[21][22][23]

|                      |                              |
| Пилот у F-22 Раптор. | Пилот у F-16 Фајтинг Фалкон. |

## Жене пилоти

### Пионирке
Жене пилоти, пионири авијације, на најубедљивији начин су дале допринос афирмацији равноправности жена у светској заједници:
- Францускиња, Ремон де Ларош (фр. Raymonde de Laroche), први у свету лиценцирани женски пилот 8. марта 1910. године.[25]
- Белгијанка, Елен Дитрије (фр. Helene Dutrieu), је прва жена која је превозила путнике, прва жена која је освојила трку у ваздух (1910), и прва жена која је била пилот хидроавиона (1912).[26]
- Францускиња, Мари Марвен (фр. Marie Marvingt), је прва жена која је пилотирала бомбардером, у борбеним задацима (1915)[27]
- Американка, Харијет Квимби (енгл. Harriet Quimby), први је лиценцирани женски пилот у 1911. године и прва је жена која је прелетела канал Ламанш.[28]
- Американка Амелија Ерхарт (енгл. Amelia Earhart), прва је жена која је самостално прелетела преко Атлантика (1932.)
- Беси Колман (енгл. Bessie Coleman), прва је жена афроамериканка са лиценцом пилота авиона (1921).
- Немица, Марга фон Ецдорф, прва је у немачкој жена пилот (1927)
- Опал Кунц, (енгл. Opal Kunz), једна је од ретких жена морнаричких борбених пилота током Другог светског рата и цивилни наставник летења.[29]
- Британка Ејми Џонсон, прва је жена која је самостално прелетела од Британије до Аустралије (1930)[30]
- Туркиња, Сабиха Гокчен (тур. Sabiha Gökçen), постала је прва жена на свету пилот ловачког авиона у 23 години старости, 1936. године (види слику горе).[3][31]
- Јамајчанка, Марија Зејди-Хадад (енгл. Maria Ziadie-Haddad), постала је једна од првих жена у западној хемисфери пилот на комерцијалном авиону Боинг 747, 1979. године.[32]

### Совјетски Савез
У Совјетском Савезу, а и касније у Русији жена пилот није била, нити је сада реткост. Међутим, женски 46. гардијски ваздухопловни пук за ноћно бомбардовање, у Другом светском рату, уписан је са златним словима у светску историју, по својим успесима и по храбрости његових жена пилота. Формиран је у октобру 1941. године, по наређењу № 0099 од 10.08.1941. Формирање је извршено под руководством пуковника Марине Раскове, хероја Совјетског Савеза. Летачка и борбена обука је извршена у граду Енгелесу. Пук је био опремљен авионима Поликарпов По-2. Овај пук сачињавале само жене, у свим функцијама и специјалностима, све до његовог расформирања, по завршетку рата.
Пук отишао на борбени положај 23. маја 1942. године. У томе периоду је бројао 115 девојака, старосног доба од 17 до 22 године. Први задатак ноћног бомбардовања извршио је 12. јуна 1942. године.
Током рата, наносио је непријатељу тешке губитке, на првој линији немачких положаја, под окриљем мрака у току ноћи. Летеле су ниско без икакве светлосне сигнализације, долазиле су изнад ровова и буквално на главе Немаца су у ровове бацале бомбе. Због великих ефеката, страха и храбрости Немци су их прозвали Ноћне вештице. Због моралног психолошког дејства, дуго су Немци крили да се ради о женама пилотима. У највећој тајности су их сахрањивали, у случајевима када су гинуле при обарању авиона.
Женски елитни 586. ловачки авијациски пук (ЛАП), чији су пилоти биле само жене, упамћене су као светски асови, посебно Буданова, Екатерина Васиљевна, са 11 победа (погинула је у борби у авиону Ил-2, 19. јула 1943. године) и Литвјак, Лидија Владимировна са 11 плус три заједничке. Литвјак, најпознатији пилот жена свих времена, летела је Јак-1, ознаком Жута 44 на јарбол антени, прво у 296. а затим у 73. ЛАП-у, све до своје смрти у борби, 1. августа 1943. године. Ове две жене, ратни пилоти у Другом светском рату су хероји Совјетског Савеза.
Жена пилот космонаут, легенда космоса, Валентина Владимировна Терјешкова је 16. јуна 1963. године, са космичким бродом Васток-6 полетела је као прва жена у свету у космос. За три дана боравка у космосу облетела је 48 пута земљу. Разлогом је називају жена века.

### Сједињене Америчке Државе
У Сједињеним Државама, авијација је традиционално мушко занимање. Чак су то и прописима били регулисали, забрањујући да жене лете, посебно не у војној служби. Жене су почеле да се укључују у америчку авијацију у 1970. године. Када је прва жена 1973. године, постала капетан авиона у великој авио-компанији. Тада се почела мењати ситуација и у ратном ваздухопловству и у морнарици. Дозвољено је да жене лете у оружаним снагама САД, прво у морнарици, 1974. године, а затим и у копненом ваздухопловству 1976. Од 2006, само преко 6% сертификованих цивилних пилота, било је жена (у приватним и комерцијалним компанијама) у Америци.
Последњих неколико деценија жене пилоти, у Америци лете на борбеним авионима и прве линије. Посебно карактеристични примери су
поручника ратне морнарице САД Каре Калтгрин (енгл. Kara Hultgreen), која је летела на авиону F-14 Томкет. Погинула је при паду авиона у море, при прилазу на слетање на носач авиона, 25. октобра 1994. године.
Жена пилот капетан Ким Кембел (енгл. Kim Campbell), при пружању подршке копненим снагама у Багдаду, 7. априла 2003. године, када је њен авион A-10 Тандерболт II био значајно оштећен, са противавионском артиљеријом. Оштећен је био један мотор (избачен из употребе), стабилизатор хоризонталног репа и изгубљен је притисак у хидро-систему, а она је наставила лет, са механичким командама, у трајању од једног сата. Капетан Ким Кембел се потом успешно вратила у базу.

### Јапан
У Јапану, прва жена пилот капетан авиона на комерцијалним летовима превоза путника је Ари Фуџи (енгл. Ari Fuji), која је почела да лети као капетан на ЈАЛ Експрес (енгл. JAL Express), јулу 2010. години. Фуџи је била одбијена, на пријему у јапанској школи за школовање и обуку пилота, на основу сувише малог раста од 155  ; стандард је претходно био 163 sm, који је тренутно 158 sm, па је своју пилотску дозволу остварила у Сједињеним Државама. Тренутно постоји и неколико других жена пилота у Јапану, међутим, од 2010. нема других на положају капетана. Она је једина међу женама пилотима капетан авиона у Јапану и један од три међу око 300 пилота који раде за ЈАЛ експрес, која обавља регионалне летове и углавном из Осаке.

### Југославија/Србија
На простору Југославије, са присутном ваздухопловном традицијом и ентузијазмом, постојао је и велики интерес жена за летење. Прва жена, на овим просторима, М. Живковић је летела, као сапутница пилота, још пре Првог светског рата. Ћерка Дунђерског је крстила први авион „Удружења резервних авијатичара“ и дала му име „Наша крила“. Прве жене пилоти, полазнице пилотске школе, у Београду 1930. године, биле су девојке Кристина Горишек, Даница Томић и Загорка Плечевић. Загорка Плећевић је већ у јуну месецу исте године направила први успешан самосталан лет, а школовање су све три успешно завршиле, 1933. године. Касније су и на другим аеродромима девојке завршавале школе пилотаже. Оне су летеле на моторним ваздухопловима и на једрилицама, у организацији аероклубова.
По завршетку Другог светског рата настављено је укључивање жена у школовање и летење у аероклубовима широм Југославије. Основана је Виша ваздухопловна пилотска школа у Београду, коју су 1982. године завршиле: Људмила Јовановић са дипломом број 03-216/33, Јасмина Јовановић са дипломом број 04-190/47 и Милица Радојчић са дипломом број 03700749, са чиме су стекле звање саобраћајни инжењер-пилот. У војну пилотску школу резервних пилота у Задру 1984. године примљено је и неколико девојака. У тој класи резервних официра пилота, завршиле су Мирјана Ивановић (Нови Сад), Светлана Митровић (Лесковац), Милена Цестник (Птуј) и Татјана Додевска (Куманово).
|                                                               |                                                    |
| Дунђерски (ћерка), крсти један од првих југословенских авиона | Јелена Стефановић, Милка Блаћанин и Олга Андасура, |
| „Наша крила“, 1930. године.                                   | завршиле су пилотажу у Смедеревској Паланци, 1939. |

Указана је велика част и признање југословенским женама пилотима, са организацијом и одржавањем IV европског првенства у једриличарству за жене, на аеродрому Биково, код Суботице, 1985. године. Југословенке су постигле резултате: 
- Летић Марија, десето место;
- Цестник Милена, седамнаесто место;
- Митровић Светлана, деветнаесто место;
- Гараи Ева, двадесето место.

У историју српског ваздухопловства, уписала се питомац ваздухопловне академије Војске Србије, за летаче, Сандра Радовановић, као прва жена војни пилот, која је направила самостални лет на борбеном авиону. Тај свој први лет („лаширање“), успешно је извела на школско борбеном авиону Г-4 Супер Галеб. У септембру 2011. године, Сандра завршава школовање и постаје прва жена активни војни, борбени пилот у историји српског ваздухопловства. 

## Утицај динамике пилота на цео затворен систем
Пилот, управљајући авионом, преко његовог система команди лета, изражава своју жељу о заузимању његовог положаја и облика путање кретања, као и неопходне радње за корекције одговора авиона, на пилотов и спољни поремећај. На тај начин пилот је укључен и постаје део затвореног система управљања и динамике, како је и приказано на доњој шеми. Резултат утицаја пилота на цео систем, зависи од његових динамичких карактеристика. Те динамичке карактеристике, дефинисане са математичком симулацијом представљају „функцију преноса пилота“, која се може обележити са {\displaystyle \ W_{(p)}}, а представља однос излаза и улаза, за одређени опсег линеарне апроксимације.
.
Структурна шема динамичког понашања пилота може се сматрати да се састоји из три блока (слика доле). Први блок „А“, у овој шеми, представља побуду нервног система, други блок „Б“ је модулатор који преображава улазне командне сигнале у неуромускулаторни систем, а трећи блок „Ц“ представља неуромускулаторни систем и он је извршни актуатор управљања. Фигуративно се може аналогно формулисати, као блокови сензора, рачунара и сервопокретача. Сваки блок понаособ се може математички приближно симулирати са одговарајућом функцијом преноса, а оне заједно сачињавају генералну функцију преноса пилота. Параметри те функције преноса су препознати са испитивањем великог броја пилота и добијене су законитости, које се користе у анализама и синтезама система управљања авионима, што није предмет овога чланка. Овде је важно нагласити да времена кашњења (временске константе) у функцијама преноса имају значајан утицај на управљање. Она су различита у популацији и са годинама старости се повећавају. При одбиру пилота, веома је утицајно у критеријуму за пријем за школовање, а и касније у служби за избор категорије авиона на којима пилоти лете.
Функција преноса човека/пилота, која се односи на визуелни улаз (видно чуло запажања) пилота неког одступања од жељеног
(приказане грешке) да је излаз померање командне палице (реакција пилота), мерено је коришћењем методом модела технике статистичког аутоматског подударања. У овом методу, неколико резултата у аналогном моделу са фиксним елементима, преселектованим обликом, аутоматског прилагођавања добијања најбоље карактеристике, пилота за време прављења историје његовог понашања. У овом испитивању података улаза и излаза, снимљених на магнетној траци анализирани су неколико пута са различитим облицима моделу и упоређивани су и анализирани методи и дата је објективнијем предност над другим. Различити облици су дали различите вредности временске константе кашњења и различите аранжмане од добитака у линеарном делу модела. Време историје од излаза, затворене петље особине понашања израчунавате су помоћу функције преноса, а системске грешке добијеног модела у петљи су мерене. Резултати су показали на то, да је линеарни модел добар за дефинисање динамике пилота и да даје задовољавајућу симулацију преко функције преноса. Резултати такође показују да је коришћење овог модела реално при анализи и синтези управљања.
.
Искључиво у функцији илустрације, дат је изглед функције преноса пилота (излаз/улаз), у поједностављеном облику:
| {\displaystyle \ W_{(s)}=K{\frac {1}{({T_{2}}s+1)}}e^{-\tau s}} | {\displaystyle \quad \iff \quad } | Где су: - {\displaystyle \ W_{(s)}} = функција преноса пилота. - {\displaystyle \ K} = константа повећања/појачања преноса отклона, преносни однос (од 1 до 100). - {\displaystyle \ T_{2}} = временска константа пилота (0,1 до 0.2 секунди), карактерише динамичка својства пилота (неуромускуларна временска константа). - {\displaystyle \ \tau } = инерцијално кашњење пилотове реакције (0,1 до 0,4 секунди). - {\displaystyle s=\sigma +i\omega ,\,} = комплексан број (где су реални бројеви σ и ω). |